# Media vita in morte sumus
Media vita in morte sumus (Latijnse tekst voor Midden in ons leven zijn wij door de dood omgeven) is de eerste regel van een gregoriaans gezang (een responsorium), gekend als Antiphona pro Peccatis of de Morte.

De tekst wordt toegeschreven aan Notker de Stotteraar maar is vermoedelijk omstreeks 750 in Frankrijk ontstaan.
 
Vroeger werd deze gregoriaanse muziek, die in de middeleeuwen veel bijval kende, bij voorkeur in de Vasten gezongen. De Middeleeuwen kenmerken zich immers als een periode van grote rampen zoals hongersnood, epidemieën en oorlogsleed. In de tekst richt de getroffene zich driemaal tot de heilige, sterke en barmhartige God zodat deze alle menselijk lijden op zich neemt in een eschatologisch perspectief. 

## Tekst

### Latijnse tekst
Media vita in morte sumus.

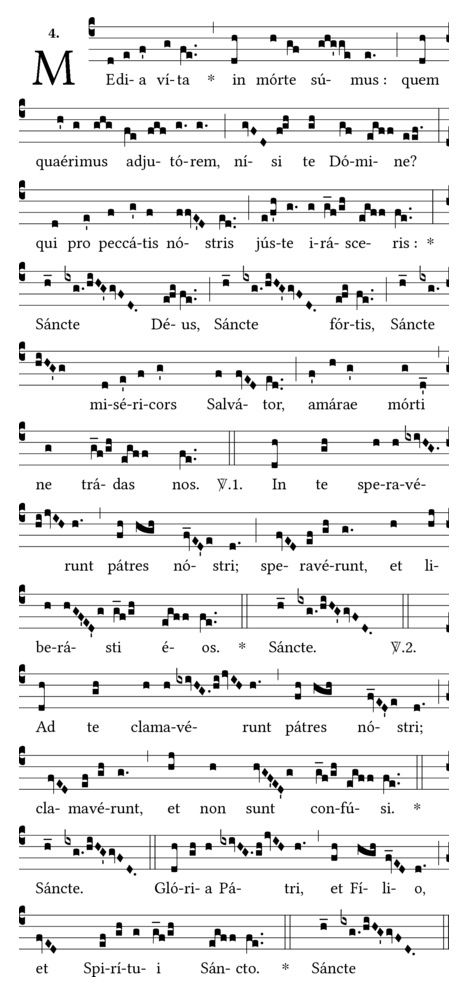
Middeleeuwse Antiphon "Media vita in morte sumus"

Quem quærimus adjutorem nisi te, Domine?

Qui pro peccatis nostris juste irasceris

Sancte Deus, sancte fortis

Sancte misericors Salvator

Amaræ morti ne tradas nos

In te speraverunt patres nostri

Speraverunt et liberasti eos

Ad te clamaverunt patres nostri

Clamaverunt et non sunt confusi

Gloria Patri, et Filio

et Spiritui Sancto.

### Nederlandse vertaling
Midden in het leven zijn wij met de dood omvangen

Wie zoeken we als onze Helper tenzij U, Heer,

Die terecht om onze zonden vertoornd zijt?

Heilige God, heilige Sterke,

Heilige, barmhartige Verlosser

Lever ons niet over aan de bittere dood.
Op U hebben onze vaderen gehoopt

Op U hebben zij gehoopt en Gij hebt hen verlost.

Tot U hebben onze vaderen geroepen

Zij hebben geroepen en zijn niet beschaamd.

Eer aan de Vader en de Zoon

En de Heilige Geest.

## Choreografie
In 2017 baseerde Anne Therese De Keersmaeker een choreografie op de tekst Mitten wir im Leben sind (Duitse vertaling van Media vita in morte sumus)  met Bachs Cellosuites uitgevoerd door Jean-Guihen Queyras.